# Elmo di Negau

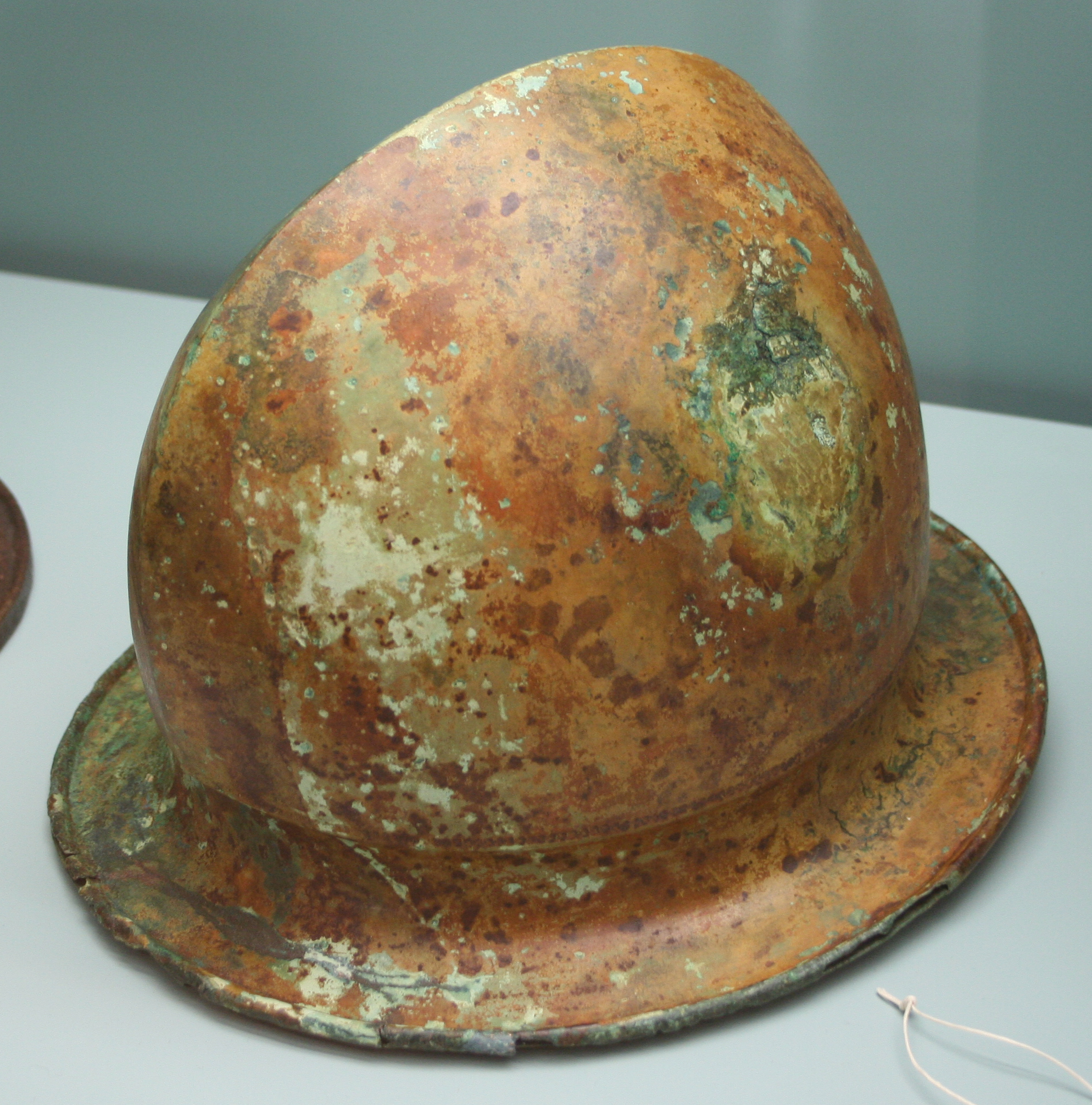
Elmo tipo Negau

L'Elmo di Negau è un elmetto di bronzo facente parte di un gruppo di 28 reperti simili datati circa al 400 a.C. Furono rinvenuti nel 1811 vicino al villaggio di Zenjak, presso Negau, nel ducato di Stiria, ora Negova, Slovenia. Gli elmetti hanno la tipica forma etrusca vetulonica, spesso descritta come tipologia Negau. Furono sepolti nel 50 a.C. dopo l'invasione romana della zona.

## Iscrizione

### Negau B
Uno degli elmetti (Negau B) riporta incisa un'iscrizione in lingua nord-etrusca, non necessariamente antica quanto l'elmo, che si presume infatti essere stata tracciata nel II secolo a.C. o in epoca successiva. L'incisione recita:
 ///
leggibile come: harikastiteiva\\\ip

Molte sono state le interpretazioni fornite in passato, ma la recente interpretazione di T. L. Markey legge l'iscrizione come 'Harigast il sacerdote' (da teiwaz, "dio"), al pari di un altro casco inscritto trovato nello stesso sito e che riporta vari nomi (per lo più celtici) seguiti da titoli religiosi.
In ogni caso, il nome germanico Harigast è quasi universalmente accettato. In passato, alcuni studiosi hanno visto nell'iscrizione un'arcaica versione dell'alfabeto runico, ma è ormai accertato che l'alfabeto utilizzato è quello nord-etrusco, anteriore per nascita a quello runico.

Il nome Harigast rappresenta forse la prima deviazione, finora rinvenuta, verso la parlata germanica.
Gustav Must legge Hariχas Titieva come un nome personale retico, con la prima parte Hariχas con radice indo-europea (più venetica che germanica) e la seconda Titieva puramente etrusca.

### Negau A
Le quattro iscrizioni presenti su un altro elmetto chiamato Negau A sono lette da Markey come: Dubni banuabi (di Dubnos l'uccisore di maiali), sirago turbi (sacerdote astrale della truppa), Iars'e esvii (Iarsus il divino) e Kerup probabilmente un'abbreviazione per un nome celtico tipo Cerubogios.

## Interpretazione
Elmetti di tipo Negau erano generalmente indossati dai sacerdoti al momento della deposizione di questi manufatti e questo fa supporre che furono interrati a Zenjak per motivi cerimoniali. Il villaggio di Zenjak fu di grande interesse per gli archeologi nazisti, tanto da essere stato rinominato Harigast per un breve periodo durante la seconda guerra mondiale. Il sito non è mai stato sottoposto a scavi opportunamente approfonditi.